# Can Monjo (Mataró)
Can Monjo és una casa de Mataró (Maresme) protegida com a bé cultural d'interès local.

## Descripció
Edifici de planta baixa i pis amb coberta a dues aigües construïda a continuació de la petita nau de l'ermita de Sant Miquel de la Mata. Presenta brancals i llindes de pedra a les finestres i carreus a la resta de les dues façanes

## Història
Casa annexa a l'ermita de Sant Miquel de Mata, habitada d'antic per l'ermità. Al segle xix la "Quintana de Sant Miquel" i la casa, varen esdevenir propietat de l'Ajuntament de Mataró, que va fer reformes a la casa, donant-li la imatge actual. L'interior és en part degradat